# 蘇泰 (成化進士)
蘇泰（1445年—?），字文亨，山東濟南府歷城縣人，民籍，明朝政治人物。進士出身。

## 生平
早年出身國子生，成化七年（1471年）辛卯科山東鄉試第十二名舉人。成化十四年（1478年）戊戌科會試第十一名，殿試登進士第三甲第六十五名，任直隶邳州知州，弘治九年（1496年）二月升陕西按察司佥事，十四年十二月考察冠带闲住。

## 家族
曾祖父蘇才甫。祖父蘇福德。父亲蘇鈞，曾任縣主簿。母史氏。永感下。弟安。娶丁氏。